# Niimi
Niimi (新見市, Niimi-shi) est une ville située dans la préfecture d'Okayama, au Japon.

## Géographie

### Situation
Niimi est située dans le nord-ouest de la préfecture d'Okayama.

### Démographie
En mars 2022, la population de Niimi était estimée à 27 520 habitants, répartis sur une superficie de 793,29 km2.

### Hydrographie
La ville est traversée par le fleuve Takahashi.

## Histoire
Niimi a acquis le statut de ville en 1954.

## Transports
Niimi est desservie par les lignes Geibi, Hakubi et Kishin de la JR West. La gare de Niimi est la principale gare de la ville.

## Jumelage
Niimi est jumelée avec :
- New Paltz (États-Unis)
- Sidney (Canada)
- Xinyang (Chine)